# میگنون تالبوت
 میگنون تالبوت (انگلیسی: Mignon Talbot؛ ۱۶ اوت ۱۸۶۹ – ۱۹۵۰) یک دیرین‌شناس اهل ایالات متحده آمریکا بود.